# واکایاما (شهر)

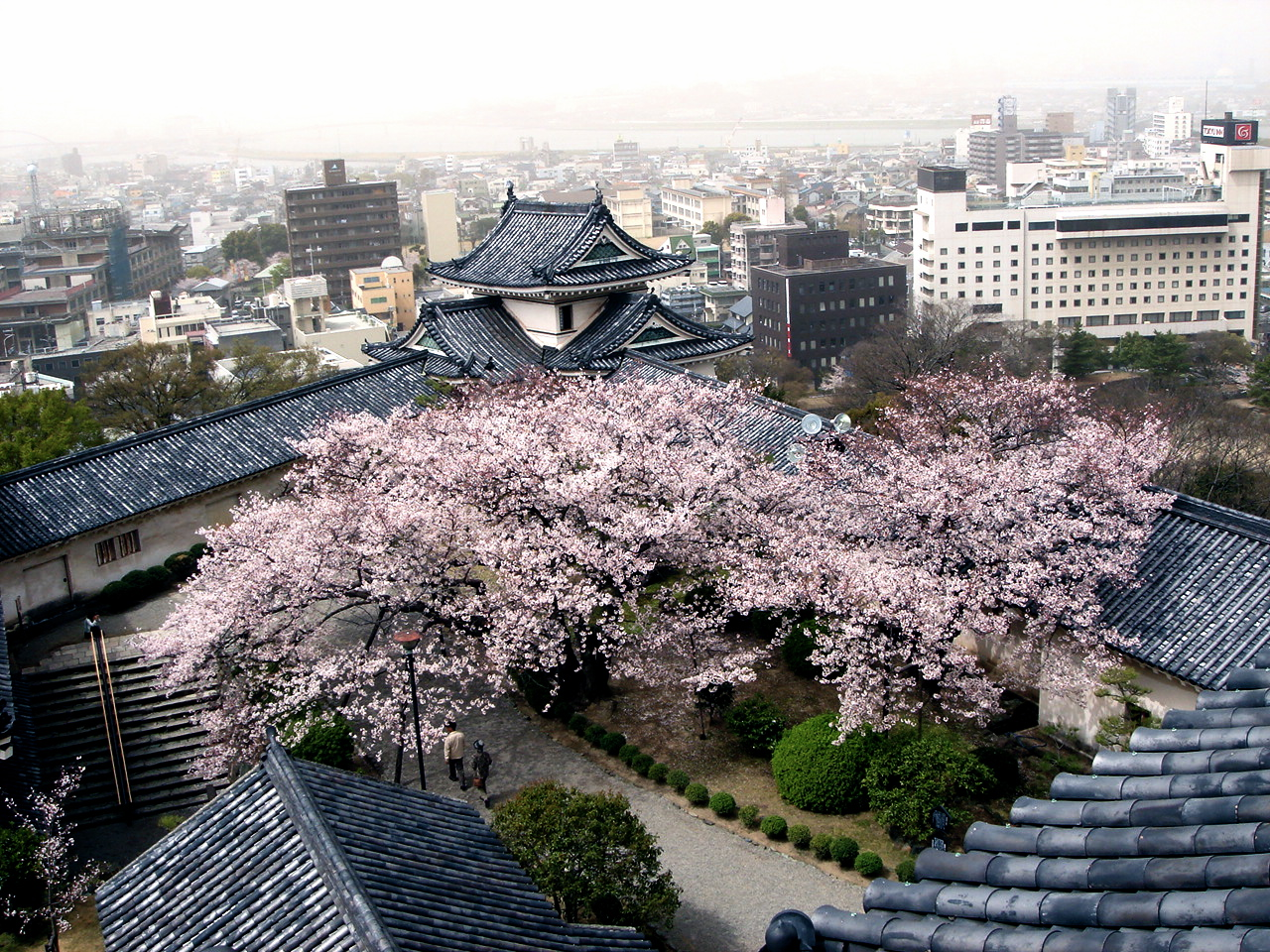
نمایی از شهر واکایاما در ژاپن.

واکایاما شهری است در کشور ژاپن. این شهر مرکز استان واکایاما است و در جزیره هونشو قرار گرفته است. 
جمعیت این شهر در سال ۲۰۰۷ میلادی برابر ۳۷۳۰۰۰ نفر برآورد شده است  .